# میکان (شهرستان علم‌الدین)
میکان (به لاتین: Mykan) یک منطقهٔ مسکونی در قرقیزستان است که در شهرستان علم‌الدین واقع شده‌است. میکان ۸۵۰ نفر جمعیت دارد و ۶۶۹ متر بالاتر از سطح دریا واقع شده‌است.